# Fåglegöl (Kristdala socken, Småland)
Fåglegöl är en sjö i Oskarshamns kommun i Småland och ingår i Virån-Emåns kustområde.